# Clare Stone

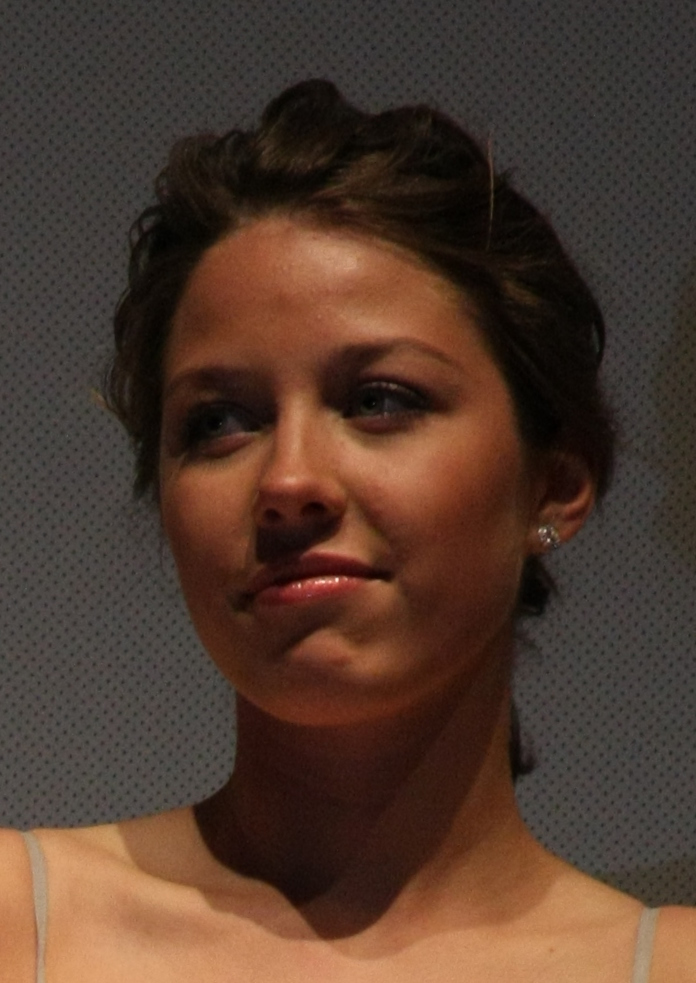
Clare Stone en el Toronto International Film Festival 2009.

Clare Sheasgreen Stone (Toronto, 1992) es una actriz canadiense.

## Biografía
Stone se graduó en la escuela secundaria Bishop Strachan School en 2010. Tiene una hermana llamada Julia Sheasgreen que es una modelo internacional de 21 años de edad. Actualmente Clare asiste a la Universidad de Queens, en Kingston (Ontario), y se espera que se gradúe en 2014.
Ha aparecido en películas y series de televisión como Would be kings, The Jane show, Breach, Mom at sixteen, Godsend, Shattered City: the Halifax explosion, Beautiful girl, Mr. Nobody.
Stone también ha protagonizado en CBC Television la serie "Wild Roses" donde protagoniza a Charlotte Henry, la hija adoptiva del ranchero Maggie Henry.

## Filmografía

### Series televisivas
- The Jane show (2006-2007).
- Mixed blessings (2007).
- Would be kings (2008).
- Wild roses (2009).

### Películas
- Water's edge (2003).
- Beautiful girl (2003; TV).
- Godsend (2004).
- The third eye (2004; cortometraje).
- Samantha: an american girl holiday (2004; TV).
- Vinegar Hill (2005; TV).
- In dieci sotto un tetto (2005; TV; I Do, They Don't).
- Mom at sixteen (2005).
- (2005; TV; The man who lost himself).
- Breach - L'infiltrado (2007; Breach).
- The altar boy gang (2007).
- Mr. Nobody (2009).